# Carlo Fumagalli
Carlo Fumagalli (Milano, 25 aprile 1996) è un cestista italiano.

## Carriera
Inizia a giocare nel settore giovanile dell'Olimpia Milano, con la quale vince il Campionato Italiano U-15 nel 2011 e il Campionato Italiano U-17 nel 2013 .
Nella stagione 2013-2014 entra a far parte del roster della prima squadra in Serie A collezionando due presenze, si laurea così campione d'Italia alla sua prima stagione da professionista.
La stagione successiva viene riconfermato in prima squadra collezionando tre presenze e segnando i suoi primi punti in Serie A, contro la Virtus Bologna.
La stagione 2015-2016 lo vede cambiare squadra, passa infatti alla Pallacanestro Mantovana in Serie A2. Esordisce nella vittoria casalinga contro la Pallacanestro Trieste segnando 2 punti. Da un punto di vista statistico gioca la sua miglior partita il 7 febbraio, quando segna 5 punti in 8 minuti contro l'Olimpia Matera.
Nella stagione 2016-2017 cambia nuovamente squadra, scendendo di categoria in Serie B con il Basket Lecco. Al suo primo anno in terza serie viaggia nel corso dell'intera stagione a quasi 7 punti di media in diciotto minuti di utilizzo, segnando il proprio season-high il 19 novembre, partita nella quale segna 17 punti contro Iseo.
Per la stagione successiva resta in terza serie ma cambia squadra, venendo ingaggiato dall'Aurora Desio. Con la divisa arancio-blu compie un ennesimo salto di qualità, partendo in maniera stabile dal quintetto base e mantenendo una media di 13,9 punti a partita in 32,5 minuti di utilizzo, segnando il 19 novembre un season high di 27 punti contro Bernareggio.
Nella stagione 2018-2019 si trasferisce tra le file della Raggisolaris Faenza.
In questa stagione conferma le prestazioni dell'annata precedente, viaggiando a 11,5 punti di media a partita in 31,4 minuti medi di utilizzo, con un season high di 24 punti il 20 gennaio contro la Virtus Padova.
Torna sui parquet della Serie A2 nella stagione 2019-2020, con l'ingaggio da parte della N.P.C. Rieti. Nella stagione del ritorno in seconda serie disputa 23 incontri segnando 2,5 punti a partita in poco meno di 13 minuti. Nella stagione 2021-22 gioca per la JuVi Cremona in Serie B, disputando 30 partite di campionato e 10 di playoff, al termine dei quali ottiene la promozione in seria A2, con una media di 7,5 punti a partita. Nella stagione 2022-23 ritorna all'Aurora Desio in serie B.  

### 3x3
Il playmaker milanese è uno dei migliori cestisti di pallacanestro 3x3 d'Italia, tanto che occupa la posizione numero 174 nel ranking mondiale ed il numero 7 nel ranking italiano (statistica aggiornata al novembre 2020).
Il 29 luglio 2018 si laurea Campione italiano 3x3 con il team Cobram di Cremona, in squadra con Damiano Verri, Andrea Negri e Claudio Negri.
L'8 giugno 2019 compie il suo esordio con la Nazionale italiana 3x3, con la quale prende parte al FIBA 3x3 Under-23 World Cup. Il 4 agosto 2024 vince nuovamente lo scudetto giocando con i Concrete.

## Statistiche
| Stagione        | Squadra             | Competizione | Partite | Partite | Partite | Statistiche tiro | Statistiche tiro | Statistiche tiro | Altre statistiche | Altre statistiche | Altre statistiche | Altre statistiche | Altre statistiche |
| Stagione        | Squadra             | Competizione | Pres.   | Titol.  | Minuti  | Tiri da 2        | Tiri da 3        | Liberi           | Rimb.             | Assist            | Rubate            | Stopp.            | Punti             |
| --------------- | ------------------- | ------------ | ------- | ------- | ------- | ---------------- | ---------------- | ---------------- | ----------------- | ----------------- | ----------------- | ----------------- | ----------------- |
| 2013-2014       | Olimpia Milano      | Serie A      | 2       | 0       | 2       | 0/2              | 0/0              | 0/0              | 0                 | 0                 | 1                 | 0                 | 0                 |
| 2014-2015       | Olimpia Milano      | Serie A      | 3       | 0       | 5       | 0/2              | 0/0              | 2/2              | 0                 | 2                 | 0                 | 0                 | 2                 |
| 2015-2016       | Stings Mantova      | Serie A2     | 13      | 0       | 79      | 2/8              | 3/9              | 5/8              | 5                 | 9                 | 1                 | 1                 | 18                |
| 2016-2017       | Basket Lecco        | Serie B      | 30      | 3       | 542     | 65/169           | 15/40            | 33/58            | 62                | 46                | 25                | 1                 | 208               |
| 2017-2018       | Aurora Desio        | Serie B      | 30      | 30      | 975     | 97/259           | 42/155           | 97/133           | 133               | 89                | 37                | 3                 | 417               |
| 2018-2019       | Raggisolaris Faenza | Serie B      | 30      | 30      | 943     | 101/225          | 26/90            | 65/91            | 127               | 86                | 25                | 4                 | 345               |
| 2019-2020       | N.P.C. Rieti        | Serie A2     | 23      | 2       | 298     | 16/48            | 6/24             | 7/14             | 37                | 19                | 7                 | 0                 | 57                |
| Totale carriera |                     |              |         |         |         |                  |                  |                  |                   |                   |                   |                   |                   |

## Palmarès

### Club
- Campionato italiano: 1

Olimpia Milano: 2013-14
- Campionato italiano 3x3: 1

Cremona Cobram: 2018